# Earthquake (álbum)
Earthquake es el álbum debut de la banda alemana de hard rock y heavy metal Electric Sun, publicado en 1979 por Brain Records. La gran mayoría de sus canciones posee una estrecha relación con las composiciones de Uli Jon Roth en Scorpions, aunque con un toque más psicodélico y claras tendencias hippies. Tras su publicación logró una variedad de críticas y una nula atención en los principales mercados del mundo, a diferencia de Lovedrive de su exagrupación lanzado en el mismo año.
La peculiar técnica de la guitarra de Roth sirvió como base del posterior género llamado metal neoclásico. Por su parte, la portada fue creada por la pintora Monika Dannemann, novia de Roth por aquel entonces.

## Lista de canciones
Todas las canciones escritas por Uli Jon Roth.

| N.º | Título                     | Duración |  |
| 1.  | «Electric Sun»             | 5:16     |  |
| 2.  | «Lilac»                    | 2:49     |  |
| 3.  | «Burning Wheels Turning»   | 6:41     |  |
| 4.  | «Japanese Dream»           | 3:52     |  |
| 5.  | «Sundown»                  | 4:06     |  |
| 6.  | «Winterdays»               | 1:25     |  |
| 7.  | «Still So Many Lives Away» | 4:40     |  |
| 8.  | «Earthquake»               | 10:31    |  |

## Músicos
- Uli Jon Roth: voz y guitarra
- Ule Ritgen: bajo
- Clive Edwards: batería